# Nguyễn Đình Sỹ
Nguyễn Đình Sỹ, tự Lam Tài, quê gốc ở thôn Đông Biểu, xã Xuân Tình, huyện Thiên Lộc, phủ Thạch Hà, trấn Nghệ An, nay là xóm Xuân Đông, xã Hộ Độ, thành phố Hà Tĩnh, tỉnh Hà Tĩnh.
Thế hệ thứ 3 dòng họ Nguyễn Đình ở Xuân Tình có hai anh em là Nguyễn Đình Đẳng và Nguyễn Đình Phiên cùng Nguyễn Đình Sỹ - con trai thứ của Nguyễn Đình Đẳng, đều nối nghiệp ông cha lần lượt gia nhập ưu binh, quân chủ lực của Triều đình đóng ở Kinh thành Thăng Long và hai đời làm tướng quân trải bốn đời Vua Lê. Tiêu biểu là Tướng quân Nguyễn Đình Sỹ được phong tước Vệ úy nguyên huân hầu, nhiều lần được nhà Lê và nhà Nguyễn phong tặng danh hiệu nhân thần.
Sinh thời, Nguyễn Đình Sỹ là người có sức khỏe, thông minh, hiếu học, am tường đường sông nước nên được Triều đình Nhà Lê giao cho trọng trách chỉ huy đội quân thủy chiến dưới thời Vua Lê Hiển Tông – Chúa Trịnh Doanh. Ông thể hiện hết tài năng là tướng chỉ huy đội thủy sư, liên tiếp ngăn chặn sự xâm nhập của quan quân Chúa Nguyễn (Đàng Trong); chỉ huy đánh dẹp nhiều toán hải tặc Tàu Ô vào quấy phá cướp bóc ở vùng biển nước ta, bảo vệ cuộc sống bình yên cho người dân, chăm lo xây dựng kinh tế, phát triển một số tuyến giao thông thủy quan trọng khu vực Thanh - Nghệ -Tĩnh.
Năm 1774 - 1775, Nguyễn Đình Sỹ chỉ huy đội quân thủy của Vua Lê – Chúa Trịnh Sâm, phò tá Thống tướng Hoàng Ngũ Phúc tiến theo đường biển vào đánh quân Nguyễn ở Đàng Trong, cuối cùng chiếm được Thuận Hóa và Quảng Nam, mở mang đất đai của Bắc Hà, khôi phục lại cương thổ của Nhà Hậu Lê như thời Lê Sơ.
Năm 1776, trở lại Bắc Hà, Ông tiếp tục chỉ huy thủy quân bảo vệ an ninh quốc phòng vùng biển. Với tài năng và đức độ của mình, Ông được người dân vùng biển Thanh - Nghệ - Tĩnh mến mộ và kính trọng.
Năm 1783, trong khi làm nhiệm vụ tuần tra, truy quét bọn hải tặc Tàu Ô quấy phá vùng biển Thanh Hóa, Ông đã hy sinh anh dũng vì sự nghiệp bảo vệ đất nước Đại Việt.
Nguyễn Đình Sỹ được Vua Cảnh Hưng nhà Lê phong tước Vệ úy Nguyên huân hầu và ban sắc phong Kỳ bài Tráng sĩ, Dực bảo Trung hưng phấn lực Đại tướng quân Tôn thần (1784). Đến thời nhà Nguyễn, Ông được Vua Khải Định truy xét công trạng cả cuộc đời chiến đấu và hy sinh vì nước, vì dân, đã ban sắc phong thần: Quang Ý Dực bảo Trung hưng Trung đẳng thần (1917) và Trác vĩ Thượng đẳng thần (1924).
Đền thờ thần Nguyễn Đình Sỹ được xây dựng đã hơn một thế kỷ, mặc dù có nhiều lần thay đổi địa danh hành chính, nhưng di tích đền thờ vẫn giữ nguyên, không thay đổi vị trí, kiến trúc di tích vẫn được bảo lưu nguyên vẹn. Đền thờ Ông đã được xếp hạng di tích lịch sử văn hóa cấp Tỉnh năm 2008.
Tướng quân Nguyễn Đình Sỹ là nhân vật lịch sử của dân tộc ở Thế kỷ XVIII, được ghi nhận có công bảo vệ và phát triển đất nước, che chở cho dân, nên các Triều đại Phong kiến đã ban sắc phong Ông làm Thành Hoàng của làng và ban cấp "lộc điền" cho nhân dân làng Xuân Tình để phục vụ tế lễ vào ngày giỗ của Ông: ngày mồng 7 tháng Giêng Âm lịch. Đền thờ Thành Hoàng (nhân dân thường gọi là Miệu Xuân Tình) được xây dựng vào đầu thập kỷ 40 của thế kỷ XX, tọa lạc bên lạch Con Cá, gần cầu Phoóc Lọng và xóm Chai (xóm Tân Hợp ngày nay).
Trước năm 1954, đúng ngày mồng 7 tháng Giêng, nhân dân xã Xuân Tình tổ chức tế lễ Thành Hoàng làng cùng với lễ Khai hạ rất trịnh trọng tại Miệu Xuân Tình. Sau đó mới được rước về làm lễ tại đền thờ Ông. Đền thờ Thành Hoàng hiện nay không còn để lại dấu tích, nhưng vẫn còn khắc sâu dấu ấn trong ký ức mọi người.
Đền thờ Nguyễn Đình Sỹ thuộc xóm Xuân Đông, xã Hộ độ, huyện Lộc Hà, tỉnh Hà Tĩnh, cách trung tâm Thành phố Hà Tĩnh 8 km về phía đông bắc. Du khách có thể đi qua cầu Hộ Độ, hoặc cầu Cửa Sót bắc qua sông Sót đến xã Hộ Độ để viếng thăm đền thờ.